# Mama's Song
«Mama's Song» (англ. Мамина пісня) — четвертий та фінальний сингл третього студійного альбому американської кантрі-співачки Керрі Андервуд — «Play On». В США пісня вийшла 13 жовтня 2010. Пісня написана Андервуд, Карою ДіоГуарді, Мартіном Фредеріксеном, Люком Лердом; спродюсована Марком Брайтом. Музичне відео зрежисоване Шоном Сільвою; відеокліп вийшов 24 вересня 2010.

## Музичне відео
Відеокліп зрежисовано Шоном Сільвою. У відеокліпі присутні як і чоловік Андервуд — Майк Фішер, так і її матір, Керол. Зйомки проходили у місті Нашвілл штату Тенессі. Прем'єра музичного відео відбулася 24 вересня 2010 на Vevo. Станом на травень 2018 музичне відео мало 43 мільйонів переглядів на відеохостингу YouTube.

## Список пісень
| #  | Назва         | Тривалість |
| -- | ------------- | ---------- |
| 1. | «Mama's Song» | 4:00       |

## Нагороди та номінації

### 2011 Inspirational Country Music (ICM) Awards
| Рік  | Номіновано    | Нагорода                      | Результат |
| ---- | ------------- | ----------------------------- | --------- |
| 2011 | "Mama's Song" | Inspirational Mainstream Song | Номінація |
| 2011 | "Mama's Song" | Inspirational Music Video     | Номінація |

### 2011 BMI Awards
| Рік  | Номіновано    | Нагорода               | Результат |
| ---- | ------------- | ---------------------- | --------- |
| 2011 | "Mama's Song" | Songwriter of the Year | Перемога  |

### 2011 American Country Awards
| Рік  | Номіновано    | Нагорода                       | Результат |
| ---- | ------------- | ------------------------------ | --------- |
| 2011 | "Mama's Song" | Female Single of the Year      | Перемога  |
| 2011 | "Mama's Song" | Female Music Video of the Year | Перемога  |

### 54th Grammy Awards
| Рік  | Номіновано    | Нагорода                      | Результат |
| ---- | ------------- | ----------------------------- | --------- |
| 2011 | "Mama's Song" | Best Country Solo Performance | Номінація |

## Чарти
Тижневі чарти
| Чарт (2009-11)                   | Місце |
| -------------------------------- | ----- |
| Canadian Hot 100                 | 68    |
| Canadian Country                 | 10    |
| U.S. Billboard Hot 100           | 56    |
| U.S. Billboard Hot Country Songs | 2     |

Річні чарти
| Чарт (2011)                      | Місце |
| -------------------------------- | ----- |
| U.S. Billboard Hot Country Songs | 50    |

## Продажі
До виходу пісні як офіційного синглу, як промо-сингл було продано 39 000 копій.
| Країна     | Сертифікація (таблиця продажів та сертифікатів) | Продажі  |
| ---------- | ----------------------------------------------- | -------- |
| США (RIAA) | Золото                                          | +443,000 |

## Історія релізів
| Регіон    | Дата             | Формат               | Лейбл            |
| --------- | ---------------- | -------------------- | ---------------- |
| США       | 13 жовтня 2010   | Цифрове завантаження | Arista Nashville |
| Канада    | 13 жовтня 2010   | Цифрове завантаження | Sony Music       |
| Австралія | 3 листопада 2010 | Цифрове завантаження | Sony Music       |
| Філіппіни | 6 листопада 2010 | Цифрове завантаження | Sony Music       |